# Stenochironomus irioijeus
Stenochironomus irioijeus är en tvåvingeart som beskrevs av Sasa och Suzuki 2000. Stenochironomus irioijeus ingår i släktet Stenochironomus och familjen fjädermyggor. Inga underarter finns listade i Catalogue of Life.